# مونتانا (بلغاريا)
مونتانا (بالبلغارية: Монтана)‏ هي مدينة تَقع شمال غرب بلغاريا، على بُعد 50 كم جنوب نهر الدانوب، و40 كم شمال غرب مدينة فراتسا، و30 كم شرق الحدود الصربية. وهي عاصمة مقاطعة مونتانا.

## توأمة
لمونتانا (بلغاريا) اتفاقيات توأمة مع كل من:
- بانسكا بيستريتسا
- جيتومير
- اشمالكالدن
- Pirot [الإنجليزية]‏
- سالفاتييرا
- دزيرجينسكي
- كاسل
- سوراكارتا

## أعلام
- ديانا إيفانوفا
- ستيليان بيتروف
- ميروسلاف أنتونوف
- بيتار بيتروفيتش